# Lockheed Martin Catbird
Le Lockheed Martin Catbird est un avion américain modifié à partir d'un avion de ligne Boeing 737-330. Il a servi notamment au développement de l'avion multirôle F-35 Lightning II.

## Historique

### Développement

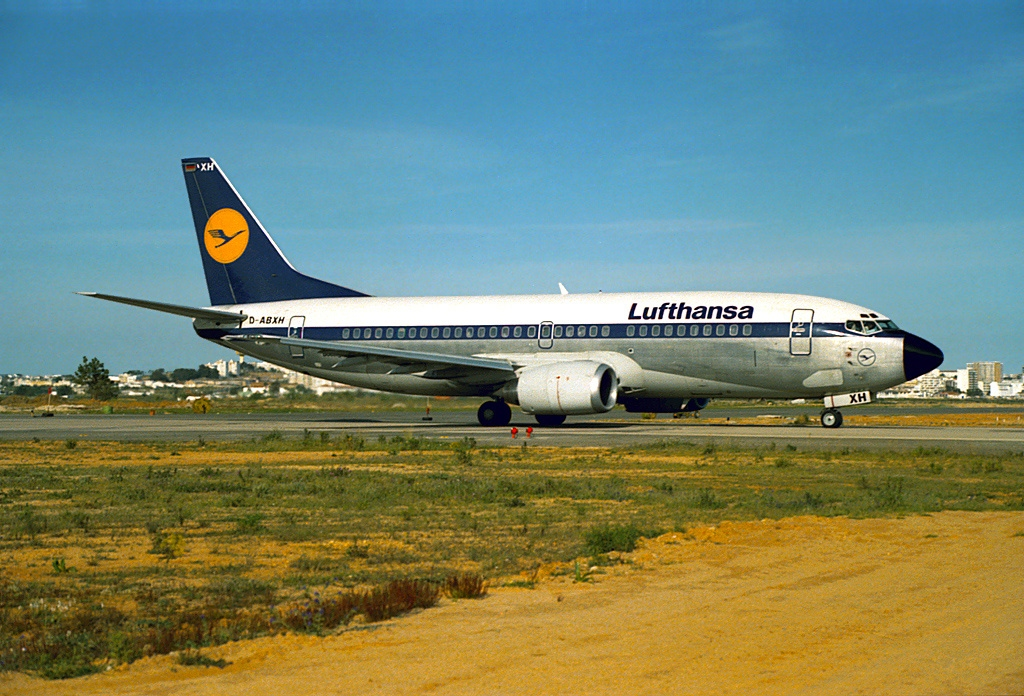
Le Boeing 737-330 D-ABXH avant modification en Catbird.

En 2003 l'avionneur américain Lockheed Martin fit l'acquisition d'un biréacteur Boeing 737-300 de seconde main. L'avion en question volait alors sous l'immatriculation allemande D-ABXH. Il était alors au service de la compagnie aérienne Lufthansa. Son premier vol en tant qu'avion de ligne était intervenu le 30 septembre 1986. Il changea d'immatriculation lors de son rachat par Lockheed Martin pour devenir N35LX. Il fut baptisé Catbird, contraction de Cooperative Avionics Test Bed.
Son rôle initial était d'assurer les phases d'essais d'avionique du programme F-35 Lightning II. Il devait ainsi pallier les failles existantes dans le prototype Lockheed Martin X-35, vainqueur du programme JSF.
Plusieurs modifications majeures furent apportées au Boeing 737-330 pour le transformer en Lockheed Martin Catbird. Il fut d'abord débarrassé de son aménagement intérieur d'avion de ligne. Il fut ensuite doté d'un système de commandes de vol électrique et d'une avionique adapté à sa mission future. Les travaux durèrent de 2003 à décembre 2006.

### En service
Après son « nouveau » premier vol, en tant que Catbird, l'avion entra rapidement en service. Il fut utilisé non seulement pour tester l'ensemble des systèmes informatiques du futur F-35 Lightning II mais aussi pour valider certains équipements spécifiques tels le capteur-multiple à infrarouge AN/AAQ-37, le système de contre-mesures électroniques AN/ASQ-239 développé spécialement par BAE Systems, ou encore le radar à antenne active AN/APG-81. Ce dernier équipement a d'ailleurs été monté dans le nez du Catbird.

## Description
Si globalement le Lockheed Martin Catbird reprend les grandes lignes du Boeing 737-300 dont il est issu il faut savoir que l'avion se reconnaît aussi au premier coup d'œil. Il est doté d'une voilure annexe, dotée d'ailerons et placée en avant des ailes de l'avion. Il faut savoir que son nez a été modifié pour recevoir le radar AN/APG-81.

## Sources & références

### Sources web
- (en) Page du Catbird sur le site Code One.